# Tchétchènes en Turquie
 (septembre 2024).

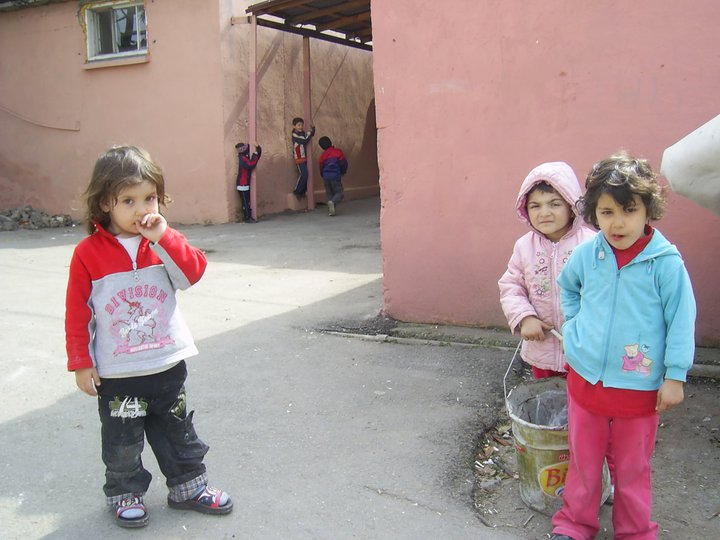
Enfants du camp de réfugiés tchétchènes de Fenerbahçe, Istanbul(2011)

Tchétchènes en Turquie (en tchétchène : Туркойчура нохчий ; en turc : Türkiye Çeçenleri) sont des citoyens turcs d'origine tchétchène et des réfugiés tchétchènes vivant en Turquie. La diaspora tchétchène en Turquie remonte au 19e siècle, lorsque l'Empire russe a commencé à nettoyer ethniquement les Caucasiens de leur patrie. Ces expulsions seront plus tard connues sous le nom de génocide circassien,.

## Personnalité tchétchènes en Turquie
- Hüseyin Özkan, judoka turc
- Ramazan Şahin, lutteur libre russo-turc d'origine tchétchène